# Amour et Politique

Amour et Politique (The Politician's Love Story) est un film muet américain réalisé par D. W. Griffith, sorti en 1909.

## Synopsis
Bien qu'elle n'ait pas fait dans la dentelle avec lui, un politicien tombe amoureux d'une caricaturiste.

## Fiche technique
Sauf mention contraire cette fiche est établie à partir du livre D.W. Griffith - Le Cinéma, de Patrick Brion et Jean-Loup Passek - p. 103.
- Titre : Amour et Politique
- Titre original : The Politician's Love Story
- Réalisation et scénario : D. W. Griffith
- Société de production et de distribution : American Mutoscope and Biograph Company[1]
- Photographie : G. W. Bitzer et Arthur Marvin
- Pays :  États-Unis
- Format[2] : Noir et blanc - Muet - 1,33:1 ou 1,37:1[3] - 35 mm[3],[4]
- Longueur de pellicule : 526 pieds (160 mètres[4])
- Durée : 6 minutes (à 16 images par seconde)[2]
- Genre : Comédie[3]
- Date de sortie : 22 février 1909

## Distribution
Les noms des personnages proviennent de l'Internet Movie Database.
- Mack Sennett : Boss Tim Crogan
- Linda Arvidson : la femme du troisième couple
- Frank Powell
- Marion Leonard : Peter, la caricaturiste
- Arthur V. Johnson : un employé du journal / l'homme du troisième couple
- Alfred Paget
- Kathlyn Williams
- Florence LaBadie
- Lee Dougherty
- Florence Lawrence
- Herbert Prior : l'ami de Crogan[3],[5]
- George Gebhardt : un employé du journal[3],[5]
- D. W. Griffith : l'homme du premier couple[5]
- Anita Hendrie : la femme du quatrième couple[5]
- David Miles : un employé du journal / l'homme du quatrième couple[5]
- Dorothy West : la femme du premier couple[5]
- Herbert Yost : un employé du journal[5]

## Autour du film
Les scènes du film ont été tournées les 18 et 19 janvier 1909 à Central Park.
À sa sortie, le film a été présenté sur la même bobine que La Pièce d'or (The Golden Louis) et des copies existent encore aujourd'hui.